# Hoàng Tiến Dũng
Hoàng Tiến Dũng là chính trị gia người Việt Nam. Ông từng giữ chức vụ Chủ tịch Ủy ban Mặt trận Tổ quốc Việt Nam tỉnh Quảng Bình nhiệm kì 2004-2009.

## Tiểu sử
Năm 2006, Hoàng Tiến Dũng là Tỉnh ủy viên Tỉnh ủy Quảng Bình, Chủ tịch Uỷ ban Mặt trận Tổ quốc tỉnh Quảng Bình.
Hoàng Tiến Dũng là Uỷ viên Uỷ ban Trung ương Mặt trận Tổ quốc Việt Nam nhiệm kỳ VI (2004 - 2009).
Tháng 7 năm 2008, Hoàng Tiến Dũng được Thủ tướng Chính phủ Việt Nam tặng thưởng Bằng khen vì "đã có thành tích trong công tác từ năm 2003 đến 2007, góp phần vào sự nghiệp xây dựng Chủ nghĩa xã hội và bảo vệ Tổ quốc.".
Tháng 10 năm 2008, Hoàng Tiến Dũng là Chủ tịch Ủy ban Mặt trận Tổ quốc tỉnh Quảng Bình.

Hoàng Tiến Dũng là Đại biểu Hội đồng nhân dân tỉnh Quảng Bình khóa 5, thuộc tổ đại biểu huyện Quảng Ninh.